# Државни секретар (Уједињено Краљевство)
Државни секретар (енгл. Secretary of State) службени је назив за краљевске министре који стоје на челу важнијих министарстава односно за министре који су чланови Кабинета Уједињеног Краљевства.

## Историја
У британској влади (Кабинету) изворно су постојала само два државна секретара у континуитету. Били су то државни секретар за Сјеверно министарство (енгл. Secretary of State for the Northern Department) и државни секретар за Јужно министарство (енгл. Secretary of State for the Southern Department). Ова два краљевска министарства су 1782. преобразована у Министарство иностраних послова (енгл. Foreign Office) и Министарство унутрашњих послова (енгл. Home Office) на челу са државним секретарима.
Сви други краљевски министри су имали посебне називе (нпр. први лорд Трезора, лорд канцелар, канцелар благајне, лорд предсједник Савјета, канцелар Војводства Ланкастер). Тек у другој половини 20. вијека настаје већи број модерних министарстава на челу са државним секретарима. Данас већина кабинетских министара носи секретарске називе, а мањина историјске посебне називе.

## Дјелокруг
Државни секретари се формално називају Her Majesty's Principal Secretaries of State и познати су као кабинетски министри који стоје на челу важнијих министарстава. Међутим, канцелар благајне који руководи Трезором Њеног величанства и главни тужилац који руководи Главним тужилаштвом не носе секретарске називе.
У британској влади постоје три категорије краљевских министара: државни секретари, државни министри и парламентарни секретари. Државни секретари су највиши министри, а државни министри и парламентарни секретари су млађи министри.
Постоји и први државни секретар (енгл. First Secretary of State) иако се он не налази над свим осталим државним секретарима. Формално се сматра замјеником премијера Уједињеног Краљевства, али без посебних овлашћења. Премијера може замјењивати и други краљевски министар коме је повјерена функција замјеника премијера (енгл. Deputy Prime Minister).